# 4142 Dersu-Uzala
4142 Dersu-Uzala је Марсов тројански астероид са средњом удаљеношћу од Сунца која износи 1,911 астрономских јединица (АЈ).
Апсолутна магнитуда астероида је 13,6.